# Kamel Zaïem
Kamel Zaïem (ur. 25 maja 1983 w Tunisie) – tunezyjski piłkarz grający na pozycji ofensywnego pomocnika.

## Kariera klubowa
Zaïem jest wychowankiem klubu Espérance Tunis. W jego barwach zadebiutował w 2002 roku w lidze tunezyjskiej. Swój pierwszy sukces odniósł w 2006 roku, kiedy wywalczył mistrzostwo Tunezji oraz zdobył Puchar Tunezji, natomiast w sezonie 2006/2007 wraz z Espérance obronił tytuł mistrzowski, który był jego drugim w karierze. W roku 2008 podpisał kontrakt z serbskim Partizanem Belgrad. W 2009 roku wyjechał do katarskiego Al-Khor. W tym samym roku wrócił do Tunezji i został zawodnikiem CS Sfaxien. W sezonie 2011/2012 był zawodnikiem egipskiego ENPPI Club. W latach 2012-2015 występował w CA Bizertin, w którym zakończył karierę.

## Kariera reprezentacyjna
W 2008 roku Zaïem został powołany przez Rogera Lemerre do reprezentacji Tunezji na Puchar Narodów Afryki 2008. Na tym turnieju wystąpił w dwóch spotkaniach. Od 2006 do 2013 rozegrał w kadrze narodowej 14 meczów i strzelił 3 gole.